# Ağdaş
Ağdaş (anche scritta Agdash, Aghdash o Akdash) è una città dell'Azerbaigian, capoluogo dell'omonimo distretto.